# Svenskt teckenspråk
Svenskt teckenspråk (STS), i dagligt tal bara teckenspråk, är ett visuellt språk (teckenspråk) och är det språk som de flesta döva i Sverige har som sitt modersmål.
1981 godkände riksdagen teckenspråk som dövas modersmål. I och med det blev också det svenska teckenspråket godkänt som ett eget språk med egen grammatik. Svenskt teckenspråk ska alltså inte förväxlas med tecknad svenska, vilket är ett konstgjort teckenspråk som följer svenskans grammatik, eller med tecken som stöd för avläsning. 2014 fanns cirka 30 000 teckenspråksanvändare i Sverige.
Det svenska teckenspråket är ett självständigt språk, med egen grammatik, uppbyggnad och ordföljd. Det är ett språk som har skapats och utvecklats naturligt bland döva, precis som talade språk bland hörande. Eftersom det svenska teckenspråket används och utvecklas i ett samhälle där majoriteten pratar svenska har detta naturligtvis påverkat teckenspråket, och till de flesta tecken hör en munrörelse som motsvarar ett svenskt ord. Men det finns även tecken som inte har någon förankring i den talade svenskan och som inte har någon direkt motsvarighet i svenskan. Svenskt teckenspråk har även egna idiomatiska uttryck och språkliga särdrag som skiljer sig från svenskan. Det finns också olika regionala dialekter med speciella tecken som har utvecklats inom ett begränsat område, till exempel på skolor för döva. 
Teckenspråk kan lika bra som vilket annat språk som helst uttrycka abstrakta tankar, visa exakthet, detaljrikedom och variation. Teckenspråk ger möjligheten att ha ett högt samtalstempo utan att information eller detaljer går förlorade och har många gånger ett högre tempo än talade språk.

## Teckenspråkets uppbyggnad

### Manuella komponenter
De manuella komponenterna är händerna som används för att forma olika tecken. Det finns både en- och tvåhandstecken, och i tvåhandstecken kan antingen ena eller båda händerna vara aktiva. Om endast en hand är aktiv i ett tvåhandstecken är den andra således passiv, vilket betyder att den inte rör sig men ändå är en del av tecknet. 
- Ikoniska tecken innebär att tecknen efterhärmar något verkligt. Dessa kan vara 
  - avbildande, man avbildar till exempel ett hus eller en boll, eller
  - imiterande, man härmar en rörelse, som att gå, cykla eller dricka.

- Arbiträra tecken innebär att tecknen inte är bildmässiga, det vill säga man kan inte gissa sig till vad de ska betyda, de liknar inte det de betyder.

### Icke-manuella komponenter
De icke manuella komponenterna är ansiktets grimaser och uttryck, munrörelse, blickriktning, huvudets rörelse samt kroppens uttryck och rörelse. Detta möjliggör för en mottagare av teckenspråk att ta in simultan information på ett sätt som är omöjligt för talade språk. Ögonbrynens position, kroppens hållning och ett enda manuellt tecken kan tillsammans skapa en frågesats, som på svenska motsvaras av flera ord. Samma manuella tecken tillsammans med ett annorlunda ansiktsuttryck kan helt ändra satsens betydelse. Till exempel kan en hel sats negeras med hjälp av en huvudskakning, och kan därmed ta bort behovet av ett manuellt tecken som negerar satsen.
Mimik används vid tecken för känslor. Känslorna uttrycks genom mimiken samtidigt som man gör tecknet för känslan. När man tecknar "arg" ser man arg ut, när man tecknar "glad" ser man glad ut, och så vidare.
Ögonen (blickriktning) följer vissa tecken, till exempel "du" (ögonen vilar på den man talar med), "titta upp", "titta sig omkring" och liknande.
Munnen används mycket i teckenspråket. Ofta mimar man det svenska ordet för tecknet med munnen samtidigt som man gör rörelsen med händerna. I vissa fall är detta absolut nödvändigt eftersom många tecken har flera olika betydelser och det endast är munrörelsen som skiljer dem åt. En del tecken har egna (genuina) munrörelser som är opåverkade av svenskan, som "för säkerhets skull" som har munrörelsen "hyff". Munnen hjälper också till vid tecken för storlek.
Huvudet används för att förtydliga jakande och nekande satser. Man skakar på huvudet när man säger till exempel "jag vet inte" och "jag vill inte", och nickar vid påståenden.
Kroppen flyttas i samband med frågor och perspektivbyten. Vid frågor skjuter man fram överkroppen något. Vid perspektivbytet flyttar man blickriktningen (och eventuellt huvudet och axlarna) för att markera vem som pratar.
Pekningar används vid pronomen som "jag", "du" och liknande. Man pekar också på saker inom synhåll eller så använder man tecken och pekning.
Handformer Dessa skapar grunden till själva teckenspråket. De formas efter 38 olika handformer. De kan påvisa formen för att till exempel bada och simma. Alltså utgör detta flata handen, medan någon annan handform, till exempel pekfingret kan skapa tecken som du, jag, vi, pappa, söt, röd och så vidare. Detta ska inte jämföras med handalfabetet.
Eftersom mycket av teckenspråkets grammatik ges till uttryck just med ansiktet, och munrörelsen är avgörande för ett manuellt teckens betydelse, är ögonkontakt vid kommunikation på teckenspråk av största vikt. Ett vanligt nybörjarmisstag är att man tittar på den tecknandes händer för att försöka uppfatta det som sägs. Det kan dock medföra missuppfattningar då en del svenska ord har samma manuella tecken men olika munrörelser. Till exempel utförs tecknet för ”lägenhet” likadant som det för ”rum”, men munrörelsen motsvarar antingen rörelsen då man säger lägenhet, eller rum, vilket avgör betydelsen för det manuella tecknet. Munrörelsen kan även ge uttryck för adverb och form- och storleksbeskrivningar. Det finns även tecken vars munrörelse inte motsvaras av ett svenskt ord utan av vad som kallas för orala komponenter, vilket är en munrörelse som är rent “teckenspråkig” och inte har någon förankring i svenskan.

### Syntax
Det finns många olika sätt att bygga upp en  mening i teckenspråk. Bland de vanligare tillhör verb-objekt-subjekt och subjekt-verb-objekt (som i svenskan, se SVO-språk). Vanligen läggs subjektet sist om det är ett pronomen men först om det är något annat, till exempel ett namn.
Många ord som används i svenskan är onödiga i teckenspråk och används inte. Exempel på vanliga ord i svenskan som i teckenspråket sällan används är är, som, att, på, och och. Dessa hoppas över eller ersätts av andra tecken eller mimik.

### Spatitalitet
Teckenspråket är dessutom spatialt, vilket innebär att tecken kan utföras i olika positioner och riktningar i teckenrummet, vilket ger möjligheten att beskriva och förklara inte enbart med ord, som till exempel ovanpå, till höger om, bredvid och så vidare, utan att man även kan placera saker på deras faktiska plats.

### Genuina munrörelser
En del tecken har inte svenskpåverkad munrörelse och  ibland inte kan översättas med ett enda ord. Exempel på teckenspråkiga munrörelser är paff (svenska: sticka iväg), pi (förstärkningsord, verkligen) och hyff (för säkerhets skull).

### Polysyntetiska tecken
Polysyntetiska tecken bär flera lager av simultan information. Det kan handla om hur något ser ut, var det befinner sig och hur det rör sig. Ett tecken representerar ett sammanhang. Polysyntetiska tecken kan alltså inte översättas till ett svenskt ord, utan istället visar något som på talade språk beskrivs med en eller flera meningar.
Ett exempel kan vara en bil som kör i diket. Då kan tecknet för bil tecknas först, för tydlighetens skull. Sedan visas med lämplig handform och rörelse hur det går till när bilen kör i diket. Med hjälp av olika munbilder och förändringar hos handens rörelse och andra komponenter ser man hastighet och intensitet i händelsen som beskrivs i det polysyntetiska tecknet. Exemplet med bilolyckan kan tillföras en mängd detaljer så att en översättning kan lyda: "Bilen kör, bromsar, sladdar och hamnar uppochner i diket." Numera kallas teckentypen för avbildande tecken.

### Handalfabetet
En del av teckenspråket är handalfabetet, där varje bokstav har en egen handform. Det svenska handalfabetet skapades av Pär Aron Borg år 1808 för användning i undervisning. Handalfabetet används för att bokstavera egennamn och ord som inte motsvaras av något tecken. Internationellt används det amerikanska handalfabetet, se ASL.

### Persontecken
Persontecken är ett slags egennamn på teckenspråk. Persontecken används för att referera till en enskild person, och tecknas istället för att bokstavera ut personens namn. Ett persontecken kan ofta härledas till en framträdande egenskap, del av utseende eller liknande hos personen i fråga. Det finns ungefär 3 150 persontecken noterade i Sverige.

## Teckenspråkets historia
1880 fattades ett beslut på en kongress, för representanter från dövskolor i Europa och USA, i Milano som skulle få stor negativ inverkan på döva människors skolgång. Med överväldigande majoritet beslutades att döva barn skulle ha muntlig undervisning i skolan och att undervisning på teckenspråk skulle vara förbjudet. Detta beslut styrde undervisningen av döva barn i hela Europa under hundra år. Pedagogiken vid denna tid präglades av något som kallas oralismen.

### Oralismen
Barnen skulle taltränas i skolan. Oralismens argument för talundervisning var att det döva barnet inte skulle bli motiverat att lära sig tala om det först lärde sig teckna. Man menade att barnet måste stimuleras att använda sina eventuella hörselrester för att det spontana talet skulle uppstå. Av detta skäl har föräldrar under lång tid fått veta att de skall tala nära barnets öron för att stimulera detta samt att allt användande av tecken för kommunikation måste undvikas. Det här var åsikter som framfördes så sent som 1983 i en artikel i Nordisk Tidskrift för Dövundervisningen av Erik Wedenberg. 
Erik Wedenberg var tandläkare och hade själv en son som var döv. Han skrev en avhandling på 36 döva barn om ovan beskrivna talträning som var tongivande under mitten av 1900-talet. Ett annat argument mot användande av teckenspråk i skolundervisningen var att teckenspråk inte ansågs vara ett fullvärdigt språk, det ansågs att teckenspråket endast utgjordes av en konstruktion av primitiva och ostrukturerade gester som var skadligt för barnens utveckling.
I statens offentliga utredning från 1955, ”Det döva barnets språk- och talutveckling” hittar man följande citat:
“Teckenspråket skiljer sig från de hörandes tal genom stora avvikelser i syntaktisk struktur, varför det utövar ett starkt hämmande inflytande, när barnet skall lära sig tala.”
Vidare kan man läsa att teckenspråk används ”i regel blott vid undervisning av mycket svagt begåvade barn.”
Läroplanen för grundskolan från 1969 föreskriver: 
”Som kommunikationsmedel i undervisningen kan teckenspråket endast accepteras under förutsättning att det beledsagar talet”.

### Erkännande av det svenska teckenspråket
I Sverige blev svenskt teckenspråk erkänt som dövas modersmål den 14 maj 1981. Tidigare var språket inte tillåtet i skolor och döva fick kämpa med läppavläsning och talträning. 	 
Integrationsutredningen från 1979 konstaterar med hänvisning till svenska forskningsresultat att teckenspråket är ”dövas språk”. Detta internationellt sett unika ställningstagande följdes 1981 av det riksdagsuttalande som innebar det officiella erkännandet av språket och 1983 av läroplanen för specialskolan som föreskriver att skolans ”undervisningsspråk är teckenspråk och svenska”.
Sveriges Dövas Riksförbund har länge kämpat för dövas rätt till sitt modersmål, och efter förhandlingar med Skolöverstyrelsen under 1960-talet ingicks en kompromiss, där tecken skulle tillåtas i skolan, men följa den svenska språkstrukturen. Detta för att teckenspråket ansågs bristfälligt och sakna grammatik. Resultatet blev ”tecknad svenska”, ett konstgjort språk som inte var någons modersmål. Tanken var att man skulle teckna samtidigt som man talade och med en ordföljd och grammatik som exakt följde svenskan. Man trodde att döva barn på så sätt skulle få lättare att tillägna sig svenska och bli bättre på att läsa och skriva. Men resultatet blev endast förvirring, både bland döva och hörande. Döva som tvingades använda tecknad svenska ansåg det vara ett väldigt omständligt, tidsödande och obekvämt sätt att kommunicera. Och de hörande som trodde att de lärde sig att kommunicera med döva blev besvikna då de inte förstod de dövas tecknande. 
Sen den 1 juli 2009 är svenskt teckenspråk skyddat av språklagen. Lagen ger staten, landstingen och kommunerna ett särskilt ansvar att skydda och arbeta för teckenspråk. Den 2 april 2007 anställdes två experter i svenskt teckenspråk vid Språkrådet. Språkrådet har i uppdrag att samla in, bevara, vetenskapligt bearbeta och sprida material om det svenska språket, Sveriges minoritetsspråk samt det svenska teckenspråket.
En inlaga från Sveriges Dövas Ungdomsförbund till Riksdagen 2021 visar på att det fortfarande inte är självklart att det rekommenderas att alla barn skall lära sig teckenspråk. Det pekas också på brister i vården, där det saknas dövkompentens. Det menas att organisationer som skall hjälpa döva barn måste ha rätt kompentens och utbildas av döva, det föreslås också att man skall anställa döva människor för att ha rätt kompetens. Det tas upp brister i skattningsskalor, som är utformade för hörande barn. Det tas upp risken att en behandlare som är van vid hörande patienter, skall bedöma en döv person med NPF så kan problem uppstå. Detta diskuteras även i "Barns och ungas tillgång till teckenspråk i Norden- en juridisk kartläggning".

## Forskning om teckenspråk
Forskning om teckenspråk bedrivs vid Institutionen för lingvistik på Stockholms universitet sedan 1972. Forskningen har främst varit inriktad på beskrivning av teckenspråkets struktur, men även på döva barns språkutveckling och inlärning av skrivet och talat språk. På avdelningen för teckenspråk vid Institutionen för lingvistik i Stockholm finns Sveriges enda forskarutbildning med inriktning på teckenspråk.
Vid avdelningen för teckenspråk ges kurser i och om teckenspråk med två olika huvudinriktningar; Teckenspråk och Teckenspråk som nybörjarspråk.
Nitton personer arbetar på avdelningen, bland andra Brita Bergman, Lars Wallin och Johanna Mesch.
Två delar av avdelningens verksamhet är dels en lexikografisk verksamhet som dokumenterar det svenska teckenförrådet, samt ett korpusprojekt för insamling av teckenspråkstexter.

## Dokumentation av teckenspråk
Teckenspråk användes i Sverige redan på 1600-talet. I ett domstolsprotokoll från 1695 kan man läsa om den dövstumme skomakaren Jon Olufsson från Rödöns socken i Jämtland som dömdes till döden för tidelag. Den första kända dokumentationen av användningen av teckenspråk i Sverige är från 1759. Även Pär Aron Borg, som startade dövundervisningen i Sverige 1808, skriver om teckenspråket på ett sätt som stödjer antagandet att teckenspråk funnits i Sverige, långt innan dövundervisningen startade. Hur teckenspråket såg ut, innan dövundervisningen startade, vet vi dock ingenting om. 
Det första teckenspråkslexikonet kom ut 1916. Det hette ”Teckenspråket, med rikt illustrerad ordbok över det av Sveriges dövstumma använda åtbördsspråket”, och beskriver 380 tecken med hjälp av bland annat fotografier. Lexikonet publicerades av Oskar Österberg.	
Nästa bok om teckenspråk kom inte förrän 1960, då Kyrkliga nämnden för döva gav ut ”Ordbok över de dövas åtbörds-språk”. Därefter följde ”Teckenspråk för döva. Illustrerad ordbok över svenska teckenspråket” utgiven av Skolöverstyrelsen 1968. Även Sveriges Dövas Riksförbund har publicerat ordböcker som "Svenskt teckenspråkslexikon" från 1997. Detta lexikon är det första där tecknen är grupperade enligt så kallade handformsklasser, där tecken med samma handform beskrivs i samma avsnitt, och inte efter den svenska översättningen. Med andra ord så kan man i detta lexikon slå upp ett tecken för att få veta vad översättningen är, istället för att som tidigare slå på svenska ord för att få veta hur ordet tecknas. Idag används dock mest internet och rörliga bilder, istället för de bilder och transkriptioner som finns i tryckta lexikon.
På avdelningen för teckenspråk vid Stockholms Universitet jobbar man kontinuerligt med uppbyggnaden av ett digitalt teckenspråkslexikon. Idag (2023) finns det 20800 uppslagstecken. För varje uppslagstecken finns en bild och en video så att man med hjälp av dessa kan se hur tecknet ska utföras. Många av tecknen kan man även se i exempelmeningar för att få större förståelse för hur de ska användas. Man kan inte bara söka på svenska ord utan också på en mängd olika delar av ett tecken, till exempel handform, läge eller rörelseart, men även på ämnesområden som till exempel tecken inom sjukvård, idrott eller matematik.
Numera finns det även teckenspråkslexikon att ladda hem som applikationer till smartphones, även Universitetets lexikon finns nu som applikation till Iphone. 
Sammantaget är idag (2023) cirka 24500 tecken dokumenterade i någon form. Hur stor del av det svenska teckenförrådet dessa utgör är oklart. Säkert är att många specialområden, såväl akademiska ämnen som mer vardagliga, inte är inventerade.
Dokumentation av det svenska teckenspråket kan även hittas som en del av det internationella teckenspråkslexikonet Spreadthesign.